# راست‌شاخچه
راست‌شاخچه (نام علمی: Orthoceras) نام یک سرده از ملوانک‌واران سرپاور منقرض‌شده است که محدود به سنگ‌های آهکی دریایی اردویسین از کشورهای حوزه دریای بالتیک و سوئد می‌باشد. 
سردهٔ راست‌شاخچه‌ها در راسته راست‌شاخچه‌سانان قرار می‌گیرد.
این سرده گاهی اوقات Orthoceratites نیز نامیده می‌شود. توجه داشته باشید که گاهی اوقات به اشتباه به صورت Orthocera, Orthocerus یا Orthoceros هم نوشته می‌شود. *
قبلاً تصور می‌شد که به دلیل استفاده از سرده راست‌شاخچه به عنوان یک آرایه زباله‌دان برای گونه‌های متعدد ملوانک‌وار مخروطی‌شکل در سراسر دیرینه‌زیستی و تریاس، توزیع جهانی داشته است. از زمانی که این کار انجام شد و طبقه‌بندی مجدد این سرده صورت گرفت، در معنی مطق خود Orthoceras به Orthoceras regulare, از سنگ‌های آهکی دریای بالتیک اردویسین سوئد و مناطق همجوار اشاره دارد.
راست‌شاخچه‌ها به صورت پوسته‌های باریک و کشیده‌ای هستند که وسط محفظه بدن آن‌ها به صورت سطح عرضی منقبض شده است و یک خرطومچه زیر مرکزی ارتوکوآنیتی دارند. سطح آن توسط شبکه‌ای از خطوط ظریف تزئین شده است (Sweet 1964:K224). بسیاری از گونه‌های بسیار مشابه دیگر تحت سرده Michelinoceras قرار می‌گیرند.

## تاریخچه نام
- در اصل، Orthoceras به تمام ملوانک‌واران‌هایی با پوسته مستقیم اشاره داشت که «ارتوکون» (orthocone) نامیده می‌شدند (Fenton & Fenton 1958:۴۰). اما تحقیقات بعدی بر روی ساختارهای داخلی آن‌ها، مانند خرطومچه، رسوبات کامرال و سایر موارد، نشان داد که اینها در واقع به گروه‌های مختلف، حتی راسته‌های مختلف، تعلق دارند. *
- طبق رساله معتبر در مورد دیرینه‌شناسی بی‌مهرگان، نام Orthoceras اکنون فقط برای اشاره به گونه نماد O. regulare (Schlotheim 1820) از اردویسین میانی سوئد و بخش‌هایی از اتحاد جماهیر شوروی سابق مانند روسیه، اوکراین، بلاروس، استونی و لیتوانی استفاده می‌شود.[۲] این سرده ممکن است شامل چند گونه مرتبط دیگر نیز باشد.

## اشتباه گرفتن باBaculites
- راست‌شاخچه‌ها و ملوانک‌واران سرپاور راست‌شاخچه‌ای مرتبط اغلب با Baculites و کرتاسه شاخ‌قوچی راست‌شاخچه‌ای که از نظر ظاهری مشابه هستند، اشتباه گرفته می‌شوند. هر دو شکل بلند و لوله‌ای دارند و هر دو اقلام رایجی برای فروش در فروشگاه‌های سنگ هستند (اغلب با نام یکدیگر). هر دو دودمان ظاهراً شکل لوله‌ای را مستقل از یکدیگر و در زمان‌های مختلف در تاریخ زمین تکامل داده‌اند. Orthoceras خیلی زودتر (اردویسین میانی) از Baculites (کرتاسه پسین) زندگی می‌کرد. این دو نوع فسیل را می‌توان با ویژگی‌های بسیاری تشخیص داد که واضح‌ترین آن‌ها خط بخیه است: ساده در راست‌شاخچه‌ها، پیچیده و چین‌خورده در Baculites و اشکال مرتبط. *